# 천세
천세(千歲)는 고대 봉건 제도에서 제후국의 임금이나 황제국의 황족들에게 축복하는 뜻으로, 두 손을 머리 위로 높이 들고 외치는 소리이다. 한자 문화권의 나라에서 쓰였다.

## 참고하기
- 만세